# Kurt Dornis
Kurt Dornis (* 7. Oktober 1930 in Glogau/Schlesien) ist ein deutscher Maler, Grafiker und Zeichner der Leipziger Schule.

## Leben
Seit der Flucht aus Schlesien 1944 ist Kurt Dornis in Leipzig ansässig. Von 1946 bis 1949 machte er eine Lehre als Dekorationsmaler um anschließend drei Jahre, von 1949 bis 1952 an der Fachschule für angewandte Kunst in Leipzig bei Walter Münze zu studieren. Seit 1952 arbeitet er freischaffend in Leipzig. 1976 machte er eine Studienreise in die Sowjetunion.
Er hatte in der DDR eine bedeutende Zahl von Einzelausstellungen und Ausstellungsbeteiligungen, u. a. von 1972 bis 1988 an der VII. bis X. Kunstausstellung der DDR in Dresden.
Die Malerin und Grafikerin Ulrike Dornis ist seine Tochter.

## Malstil
Der sehr zurückgezogen lebende Leipziger Maler und Zeichner Kurt Dornis steht in einer Zeichentradition, die ihre Wurzeln in verschiedenen Epochen hat. Er ist ein "strenger und sachlicher Purist" mit einem "dingbezogenen, formpräzisen und die Farben glatt auftragenden sachlich-nüchternen Stil",  in dem er bevorzugt "neoveristische Stadtlandschaften" gestaltet. Seine Hauptmotive sind die Brücken, Seitenstraßen oder alten Fabrikgebäude Leipzigs.
Die sich fast nur auf die Zeichnung konzentrierenden Arnd Schultheiß und Günter Thiele sowie Baldwin Zettl gehören mit ihrer Linearität zu Kurt Dornis’ ästhetischen Mitstreitern. Zudem ergibt sich eine geistige Verwandtschaft zu dem Berliner Maler Karl Hofer aus den Zwanzigerjahren. Weiter zurück in die Kunstgeschichte ergeben sich Berührungen zur  Linienführung in den Zeichnungen des Romantikers Philipp Otto Runge.

## Mitgliedschaften
- 1952–1990: Verband Bildender Künstler der DDR
- Bund Bildender Künstlerinnen und Künstler Leipzig[3]

## Museen und öffentliche Sammlungen mit Werken von Dornis
- Chemnitz: Kunstsammlungen Chemnitz
- Cottbus: Kunstmuseum Dieselkraftwerk Cottbus
- Dresden: Galerie Neue Meister[4]
- Gera, Kunstsammlung Gera, Otto-Dix-Haus (An der Schwarzmeerküste bei Sosopol; Federzeichnung mit Tusche, 1979)
- Leipzig:  Museum der bildenden Künste Leipzig
- Leipzig: Stadtgeschichtliches Museum Leipzig
- Leipzig: Kunsthalle der Sparkasse Leipzig[5]
- Frankfurt (Oder): Brandenburgisches Landesmuseum für moderne Kunst (vormals Museum Junge Kunst)
- Altenburg (Thüringen): Lindenau-Museum Altenburg
- Schwerin: Staatliches Museum Schwerin
- Rostock: Kunsthalle Rostock

## Ausstellungen seit der deutschen Wiedervereinigung  (unvollständig)

### Einzelausstellungen
- 2009 Leipzig, Galerie Koenitz ("Das verborgene Motiv")
- 2010 Leipzig, Stadtgeschichtliches Museum Leipzig in der Studiogalerie

### Gruppenausstellungen
- 2008: Altenburg/Thür, Lindenau-Museum

- 2009: Leipzig, Museum der bildenden Künste Leipzig ("Kunst in Leipzig seit 1949")